# ژاناتوغان
ژاناتوغان (انگلیسی: Zhanatogan) یک شهرک در استان قراغندی کشور قزاقستان است.